# Wolfgang Pissors
Wolfgang Pissors est un acteur et chanteur français d'origine allemande né le 16 décembre 1958 à Lindenberg im Allgäu (RFA).

## Biographie
Wolfgang Pissors a commencé sa carrière d'artiste en France après ses études théâtrales au cours Simon à Paris et ses études musicales. Il a été naturalisé français le 21 mars 2020.

## Théâtre
- Il faut toujours terminer qu'est-ce qu'on a commencé (Le Mépris) de Nicolas Liautard.  Scène Watteau, Nogent-sur-Marne[1]
- Hummm :  Spectacle chorégraphique de Myriam Dooge[2] - Tournée nationale
- Le jardin où poussent les étoiles de la chance :  Spectacle chorégraphique de Myriam Dooge. - Tournée nationale
- Juste Ciel ! :  Spectacle chorégraphique de Myriam Dooge. - Tournée nationale
- Café Jardin :  Spectacle chorégraphique de Myriam Dooge. - Tournée nationale
- Hé Eau :  Spectacle chorégraphique de Myriam Dooge. - Tournée nationale
- Ervart d'Hervé Blutsch. mise en scène par Christian Schiaretti TNP. Lyon/Théâtre Ouvert. Paris.
- Les Trois Écus d'or :  Spectacle chorégraphique de Myriam Dooge. Un conte dansé et chanté. - Tournée nationale
- 2004 : L'Opéra de quat'sous de Bertolt Brecht et Kurt Weill, mise en scène Christian Schiaretti, Théâtre national de la Colline, Théâtre national de Strasbourg
- 2003 : L'Opéra de quat'sous de Bertolt Brecht et Kurt Weill, mise en scène Christian Schiaretti, TNP Villeurbanne
- Les Festins poétiques :  Spectacle chorégraphique de Myriam Dooge. 1er prix Festival de rue de Cognac 1999. - Tournée nationale
- Berliner Strasse :  Revue sur des textes de Bertolt Brecht et Kurt Weill. mise en scène de Marie-France Lahore.  Festival d'Avignon.
- Allegro Vivace : mise en scène de Jérôme Pisani.  Rôle : Don Pasquale, Papageno, Leporello.  Espace Sedaine. Paris.
- L'Aigle à deux têtes : mise en scène de Jérôme Pisani.  Rôle : comte de Foehn, Felix de Willenstein.  Théâtre Denis. Hyères/Théâtre du Rocher. La Garde.

Théâtre musical
- Berlin en Seine, cabaret musical sur des textes de Jacques Prévert, Bertolt Brecht. Musiques de Hanns Eisler, Joseph Kosma, Christiane Verger, Kurt Weill.
- Cabaret Siméon, l'amour n'y a qu'ça d'vrai. Textes de Jean-Pierre Siméon. Musique d'Isabelle Serrand
- Zusammen*Ensemble : Cabaret musical sur des textes de Prévert, Brecht. Musiques de Kosma, Eisler. Piano : Isabelle Serrand. Tournée en France et en Allemagne. Spectacle labellisé dans le cadre du 50e anniversaire du Traité de l'Élysée. Berlin, Paris, Leipzig, Dresden, Mainz, Bonn, Düsseldorf, Göttingen, München[3], [4]. Bienne. Suisse [5], [6], Tavannes, Maison du Portugal, résidence André de Gouveia, Cité internationale universitaire de Paris. Paris.
- La Créole de Jacques Offenbach mise en scène par Christian Schiaretti et Arnaud Decarsin.  Rôle : le maire.  Théâtre municipal. Tourcoing/Tournée île de La Réunion 2009.
- La Chatte métamorphosée en femme  de Jacques Offenbach. Mise en scène Thomas Josse.  Rôle : Dig Dig M. Royal.  Auditorium Charles Munch/Festival lyrique de l'Ile d'Yeu.
- Paris-Berlin Cabaret. Piano : Klarisse Coulon.  Scène Watteau. Nogent-sur-Marne.
- Inauguration de la 8e édition du Printemps des poètes.  Conception Christian Schiaretti. Paris.
- Tout revers a sa médaille/Cabaret héroïque.  Studio le Regard du Cygne. Paris.
- Concert soirée de gala. Piano : Klarisse Coulon. HEC. Paris.
- Cabaret Wedekind  Direction musicale : Thierry Ravassard. TNP Villeurbanne.
- Concert Mozart, Brahms, Britten.  Petit Théâtre de Naples. Paris
- Cosi fan tutte : mise en scène par Claude Allard.  Rôle de Guglielmo  Auditorium Frédéric Chopin. Paris.
- La Vie parisienne : mise en scène par Claude Allard.  Rôle du Baron.  Théâtre Marigny. Paris.
- Carmen de Bizet mise en scène par Claude Allard.  Rôle de Zuniga.  Théâtre de la Plaine. Issy-les-Moulineaux.
- L'Opéra de quat'sous : mise en scène par Claude Allard.  Rôles de M. Brown, M. Peachum, le chanteur de complainte.  Théâtre de la Plaine. Issy-les-Moulineaux.

## Filmographie

### Cinéma
- 1993 : Lettre pour L... de Romain Goupil.
- 1995 : French Kiss de Lawrence Kasdan.
- 1995 : Les Misérables de Claude Lelouch.
- 1997 : Lucie Aubrac de Claude Berri.
- 1998 : Je suis vivante et je vous aime de Roger Kahane.
- 2000 : Stardom de Denys Arcand.
- 2001 : Les Rois Mages de Didier Bourdon et Bernard Campan.
- 2002 : Laissez-passer de Bertrand Tavernier.
- 2002 : Monsieur Batignole de Gérard Jugnot.
- 2003 : Bon voyage de Jean-Paul Rappeneau.
- 2004 : Crime contre l'humanité (The Statement)
- 2005 : La Maison de Nina de Richard Dembo.
- 2006 : The Queen de Stephen Frears.
- 2008 : Largo Winch de Jérôme Salle.
- 2008 : Les Femmes de l'ombre de Jean-Paul Salomé.
- 2009 : L'Armée du crime de Robert Guédiguian.
- 2009 : Paris 1919 : Un traité pour la paix de Paul Cowan.
- 2011 : Largo Winch 2 de Jérôme Salle.
- 2014 : Lucy de Luc Besson.
- 2014 : Magic in the Moonlight de Woody Allen.
- 2015 : Une histoire de fou de Robert Guédiguian
- 2016 : Au nom de ma fille de Vincent Garenq
- 2016 : Les Enfants de la chance de Malik Chibane
- 2019 : Dernier Amour de Benoît Jacquot

### Télévision
- Laval, le collaborateur de Laurent Heynemann
- Une mère parfaite de Fred Garson
- The Marvelous Mrs. Maisel d'Amy Sherman-Palladino
- Mystère Place Vendôme de Renaud Bertrand
- Pierre Brossolette de Coline Serreau
- Boule de Suif de Philippe Berenger.
- Un lieu incertain de Josée Dayan.
- L'Amour dans le sang de Vincent Monnet.
- Marie et Madeleine de Joyce Bunuel.
- Monsieur Max de Gabriel Aghion.
- Chat bleu, chat noir de Jean-Louis Lorenzi.
- Commissaire Cordier de Bertrand van Effenterre.
- Le Triporteur de Belleville de Stéphane Kurc.
- L'Ami Fritz de Jean-Louis Lorenzi.
- Deux femmes à Paris de Caroline Huppert.
- La Bicyclette bleue de Thierry Binisti.
- L'Enfant des terres blondes d'Edouard Niermans.
- Faussaires et assassins de Peter Kassovitz.
- Confetti François Robin. ARTE.
- Un jour avant l'aube de Jacques Ertaud.

### Courts métrages
- 2014 : A la lumière des comptes de Philippe Monpontet
- La Visite de Marie-Hélène Alessandra et Jacques Davila.

### Films institutionnels
- Coin Trick. Jean-Luc Voulfow. Télé 2 Allemagne.
- Everybody says I phone You. Philippe Orreindy. Alcatel.

## Radio
- Sacha Guitry, le mensonge de la collaboration de Cédric Aussir. Radio France/France Culture.
- Sous le manteau : Les hommes répètent. Christine Sugy-Bernard. Radio France/France Culture.
- Le travailleur immigré. Cycle Heiner Müller. Jean-Matthieu Zahnd. Radio France/France Culture.
- Les Chutes sans fin de Villiers de l'Isle-Adam. Michel Sidoroff. Jean-Matthieu Zahnd. Radio France/France Culture.
- Écrits hérétiques à demi barbares : Dépôt des armes. Myron Meerson. Radio France/France Culture.
- Le courage de ma mère. Christine Sugy-Bernard. Radio France/France Culture.
- Les Thibault. Christine Sugy-Bernard. Radio France/France Culture.
- Sherlock Holmes : L'Affaire Frankenstein. Christine Sugy-Bernard. Radio France/France Culture.
- Silence de Marguerite Gateau. Radio France/France Culture.